# Silvano Montevecchi

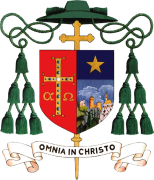
Bischofswappen von Silvano Montevecchi

Silvano Montevecchi (* 31. März 1938 in Villa San Giorgio, Ortsteil von Gemeinde Brisighella; † 27. September 2013 in Imola) war Bischof von Ascoli Piceno.

## Leben
Silvano Montevecchi empfing am 13. Juni 1962 die Priesterweihe. Von 1983 bis 1995 war Montevecchi Generalvikar des Bistums Faenza-Modigliana und Regens des Priesterseminars der Diözese. Papst Johannes Paul II. verlieh ihm am 20. Februar 1982 den Ehrentitel Kaplan Seiner Heiligkeit und am 27. August 1988 den Titel Apostolischer Protonotar. Von 1995 war er Dompfarrer an der Kathedrale von Faenza und vom 19. Mai 1996 bis zum 29. Juni 1997 gleichzeitig Diözesanadministrator des Bistums Faenza-Modigliana. 
Am 30. August 1997 ernannte ihn Johannes Paul II. zum Bischof von Ascoli Piceno. Die Bischofsweihe spendete ihm der Präfekt der Kongregation für die Ostkirchen, Achille Kardinal Silvestrini; Mitkonsekratoren waren der Präfekt der Kongregation für das Katholische Bildungswesen, Pio Kardinal Laghi, und der Bischof von Faenza-Modigliana, Benvenuto Italo Castellani.

## Ehrungen
- Premio Città di Sant'Emidio (2011)
- Ehrenbürger von Ascoli Piceno (2012)